# Halfway Diner

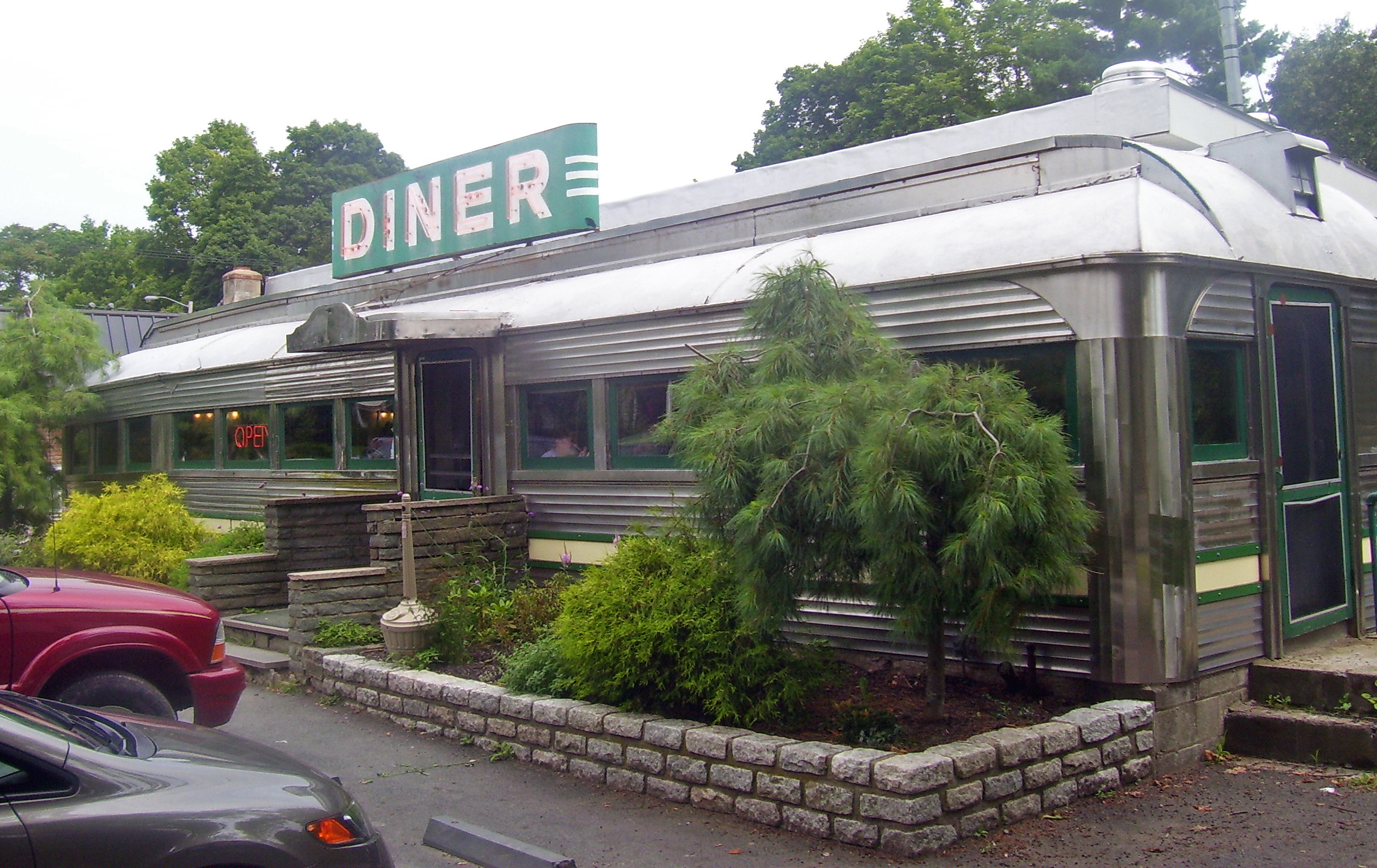
Blick auf das Diner von Südosten

Das Halfway Diner, manchmal auch als Village Diner oder Historic Village Diner bezeichnet, ist ein Restaurant am North Broadway (US 9), einen Block von der Kreuzung mit der New York State Route 199 in Red Hook, im Dutchess County im Bundesstaat New York. Als es 1988 in das National Register of Historic Places eingetragen wurde, war es das erste Diner in New York und das vierte in den Vereinigten Staaten, das so den Status eines Kulturdenkmals erhalten hat. Vor dem Gebäude befindet sich eine Denkmalschutztafel des Bundesstaates New York.
Das Design spiegelt mit den Chromteilen an der Fassade und den gebogenen Wänden die Ära wider, in der solche Restaurants ähnlich wie Speisewagen in Eisenbahnzügen gestaltet waren. Das Gebäude befand sich in seiner Geschichte zuvor schon an zwei anderen Stellen.

## Gebäude
Das Diner befindet sich im Zentrum eines 23 m × 38 m großen Grundstücks im Zentrum von Red Hook. Südlich davon befindet sich ein im Queen Anne Style erbautes Haus, nördlich davon ein kleiner Laden und auf der anderen Straßenseite der Cherry Street das ebenfalls in das National Register  of Historic Places eingetragene Elmendorph Inn. Am North Broadway stehen viele Wohnhäuser aus dem 19. Jahrhundert. Die Fläche vor und hinter dem Haus dient als Parkplatz.
Das Gebäude selbst sitzt auf einem Fundament aus Betonwerksteinen. Die Fassade ist aus rostfreiem Stahl und an den Ecken abgerundet. Die Konstruktion basiert auf einem Stahlrahmen. Die Fenster sind rechteckig und klappbar und reichen hoch an den Wänden empor. Die verglaste Tür an der Südseite ist zentral angeordnet. Die Merkmale des Baus erinnern somit an einen Eisenbahnspeisewagen.
Auf dem Dach befindet sich ein rotes Neon-Schild mit dem Schriftzug DINER. Der Haupteingang befindet sich nicht in der Mitte des Bauwerks, sondern weiter südlich, da das Diner im Laufe der Zeit erweitert wurde. Ein rückwärtiger Flügel wurde ebenfalls später hinzugefügt und hat eine Fassade, die mit Polyvinylchlorid-Tafeln verkleidet ist. Dieser Teil nimmt einen Teil der Küche auf und erstreckt sich nach Westen.
Die Innenausstattung nimmt ebenfalls das Erscheinungsbild eines Speisewagens auf, da die Tische in Boxen an den Wänden an der Ostseite und Westseite platziert sind; sie werden von einem einzigen Mittelgang voneinander getrennt. Die Decke wölbt sich darüber. Im rückwärtigen Teil befindet sich eine Theke und die Küche, hier sind keine Fenster vorhanden, wodurch dieser Abschnitt des Bauwerks vom typischen Aussehen eines Diners abweicht.
Ein großer Teil der Innenausstattung ist im ursprünglichen Zustand erhalten, etwa der geflieste Fußboden und die Täfelung in Türkis und Schwarz, die cremefarbenen gestrichenen Wände sowie die laminierte Theke mit sechzehn Barstühlen und eine Rückwand, die im Küchenbereich mit gerippten Metall verkleidet ist. Die originale von Seth Thomas gefertigte Uhr hängt noch an der Nordwand des Gastraumes. Diese Einrichtungen sind mehr auf die Nutzung ausgerichtet und damit typischer für einen Imbisslokal als für einen üppig möblierten Speisewagen jener Zeit. Im rückwärtigen Seitenflügel ist der Essbereich offener, die Tische und Stühle stehen teilweise frei. Die Türen zu den Toiletten sind im ursprünglichen Zustand.

## Geschichte
Diners haben sich von ihren Ursprüngen als von Pferden gezogene Speisewagen zu Beginn des 20. Jahrhunderts zu stationären, aber dennoch nicht fest verbauten, Gaststätten entwickelt, die ihren Platz im Stadtbild der nordöstlichen Bundesstaaten gefunden haben. Die zunehmende Verwendung des Automobils in den 1920er Jahren für die Reise von Stadt zu Stadt sorgte dafür, dass solche Diners auch auf dem Lande anzutreffen waren. Die Hersteller boten vorgefertigte Konstruktionen an und versorgten die Käufer auch mit Schulungen über die Führung solcher Gaststätten. Existenzgründern war es so möglich, Gaststätten mit weniger Kapital zu eröffnen, als üblicherweise notwendig war.
Lou Dubois aus Kingston, auf dem Red Hook gegenüberliegenden Ufer des Hudson Rivers kaufte 1925 eine der vielverkauften Fertigkonstruktionen, ein Silk City Diner aus der Produktion der Paterson Vehicle Company, einem der damals führenden Hersteller solcher für Diners. Er entschied sich, die Gaststätte an der Albany Post Road aufstellen zu lassen, die kurz zuvor Teil des U.S. Highways 9 wurde, direkt nördlich von Astor Flats, das zu Rhinebeck gehörte. Er nannte es Halfway Diner, weil es sich ungefähr auf halber Strecke zwischen New York City und Albany befand. Der tatsächliche Mittelpunkt der Strecke zwischen beiden Städten entlang der US 9 liegt in Hyde Park, etwa 15 km weiter südlich. Die Frau von Dubois führte das Diner, während ihr Mann weiterhin Lastwagen für einen Bierhändler fuhr.
Als Lou Dubois 1928 verstarb, verkaufte seine Familie das Diner an Bert Coons. Er verlegte es zunächst an seine heutige Stätte. Als im Norden des Dutchess Countys nach dem Zweiten Weltkrieg der Taconic State Parkway fertiggestellt wurde, versetzte er das Diner weiter nach Osten auf ein Grundstück nahe der Stelle, an der sich die New York State Route 199 mit der neuen Straße kreuzte, um von den neuen Verkehrsgewohnheiten zu profitieren. Es ist nicht klar, ob er bei diesem Umzug den Namen des Diners bereits änderte.
Als 1957 mit der Fertigstellung der Kingston-Rhinecliff Bridge ein Teil des Verkehrs wieder nach Red Hook kam, brachte Coons das Diner an seinen heutigen Standort zurück. Er vermietete es an andere und  verkaufte das Diner schließlich in den 1960er Jahren, nachdem er bereits angebaut hatte, um es eher wie ein traditionelles Gasthaus zu nutzen. Ein neues Hinweisschild am Straßenrand trug den neuen Namen – Village Restaurant.